# Escuela Municipal de Artes y Oficios (Olesa de Montserrat)
La Escuela Municipal de Artes y Oficios (en catalán, Escola Municipal d'Arts i Oficis) es un centro educativo en la villa de Olesa de Montserrat (provincia de Barcelona, España) incluido en el Inventario del Patrimonio Arquitectónico de Cataluña.
El edificio es de planta rectangular, construido con ladrillo, y con decoración modernista, situado en el Parque de Olesa. Bien conservado, tiene adosada una construcción de vidrio en la entrada principal que desdice del conjunto.
Fue fundada en 1924 para formar a las personas que entraban a trabajar en las fábricas textiles del municipio. Uno de los profesores más relevantes fue Daniel Blanxart i Pedrals. En las asignaturas técnicas y de cultura general, se incorporó, en 1926, la enseñanza del francés y en 1948 los estudios musicales. La evolución de la formación técnica con la concesión de la titulación de oficialía industrial de tejedor, mecánico ajustador y delineante convirtió la Escuela de Artes y Oficios en el centro de Formación profesional de Olesa de Montserrat. El curso 1975-77, a raíz del incremento de alumnado, se produjo la primera escisión y la Formación Profesional se convirtió en una nueva escuela, del todo oficial, independiente de Artes y Oficios. Lo mismo ocurrió con los estudios musicales, que en 1986 se independizan con la creación de la Escuela Municipal de Música. En 2003 se convierte en Escuela Municipal de Artes y Oficios, Fundación Privada. Actualmente se imparte formación en diferentes ámbitos: idiomas, arte y artesanía.